# Bürgermeistergalerie (Lübeck)
Die Bürgermeistergalerie ist eine Porträtsammlung mit Bildnissen Lübecker Bürgermeister im Lübecker Rathaus.

## 26 Halbbilder (Älterer Bestand)
Abmessungen: 110/122 cm Höhe × 80/85 cm Breite
| Name und Lebensdaten                 | Ratslinie Nr. | Regierungszeit                                | Besonderheiten und Anmerkungen | Abbildung |
| ------------------------------------ | ------------- | --------------------------------------------- | ------------------------------ | --------- |
| Wickede, Thomas von (1472–1527)      | 593           | 1511–1527                                     |                                |           |
| Brömse, Nikolaus (1485–1543)         | 604           | 1520–1531; 1535–1543                          |                                |           |
| Höeveln, Gotthard von (1468–1555)    | 615           | 1531–1552                                     |                                |           |
| Bardewik, Nikolaus (1506–1560)       | 618           | 1544–1560                                     |                                |           |
| Stiten, Anton von († 1564)           | 620           | 1540–1564                                     |                                |           |
| Meyer, Ambrosius                     | 656           | 1551                                          |                                |           |
| Tinnappel, Bartholomeus († 1566)     | 657           | 1564                                          |                                |           |
| Falke, Hermann († 1559)              | 658           | 1553                                          |                                |           |
| Tode, Christoph (1515–1579)          | 663           | 1560–1566                                     |                                |           |
| Lüdinghusen, Anton (1511–1571)       | 664           | 1562                                          |                                |           |
| Plönnies, Heinrich (um 1510–1580)    | 673           | 1572                                          |                                |           |
| Lüneburg, Joachim (1512–1588)        | 683           | 1581                                          |                                |           |
| Broemse, Dietrich von (1540–1600)    | 687           | 1588                                          |                                |           |
| Dorne, Hermann von (1535–1594)       | 689           | 1579–1594                                     |                                |           |
| Vechtelde, Hermann von (1523–1572)   | 690           | 1571–1572                                     |                                |           |
| Lüdinghusen, Johann (1541–1589)      | 691           | 1580–1589                                     |                                |           |
| Hoeveln, Gotthard V. von (1544–1609) | 696           | 1589                                          |                                |           |
| Lüneburg, Alexander (1560–1627)      | 709           | 1599                                          |                                |           |
| Garmers Conrad (1539–1612)           | 710           | 1601–1612                                     |                                |           |
| Bording, Jacob (1547–1616)           | 720           | 1600–1616                                     |                                |           |
| Brokes, Heinrich (1567–1623)         | 722           | 1609–1623                                     |                                |           |
| Kossen, Matthäus                     | 723           | 1601 Ratsherr. Bei Fehling nur Ratsherr. 1616 |                                |           |
| Vinhagen, Johann (1564–1630)         | 728           | 1619–1630                                     |                                |           |
| Möller, Lorenz (1560–1634)           | 729           | 1612–1634                                     |                                |           |
| Kampferbeck, Johannes († 1639)       | 749           | 1634–1639                                     |                                |           |
| Brokes, Otto (1574–1652)             | 752           | 1640–1652                                     |                                |           |

## 12 Vollbilder aus dem Saal der Stadtbibliothek
Als ab 1619 die Lübecker Stadtbibliothek der allgemeinen Öffentlichkeit im dazu mit einer eichenen Regalanlage versehenen Dormitorium des ehemaligen Katharinenklosters zugänglich gemacht, erhielt der heute Scharbausaal oder Bibliotheksgründungssaal genannte Raum neben den 61 geschnitzten Wappen und Namensinschriften aus Rat, Geistlichkeit und Schule im Laufe des 17. Jahrhunderts eine Reihe von ganzfigurigen Porträts der um die Bibliothek verdienten Bürgermeister, Ratsherren, Superintendenten und Stadtphysici. Bei der neugotischen Umgestaltung des Rathauses kamen zwölf davon um 1890 ins Rathaus.
| Name und Lebensdaten               | Ratslinie Nr. | Regierungszeit | Besonderheiten und Anmerkungen                                          | Abbildung |
| ---------------------------------- | ------------- | -------------- | ----------------------------------------------------------------------- | --------- |
| Jürgen Pavels (* 1568; † 1645)     | 734           | 1612 Ratsherr  | Er wurde 1640 geadelt und nannte sich dann Georg Paulsen von Weissenow. |           |
| Heinrich Köhler (1576–1641)        | 739           | 1624–1641      |                                                                         |           |
| Christoph Gerdes (1590–1661)       | 747           | 1627–1661      |                                                                         |           |
| Heinrich Wedemhof (1584–1651)      | 751           | 1630–1651      |                                                                         |           |
| Hermann von Dorne (1596–1665)      | 757           | 1651–1665      |                                                                         |           |
| Gottschalk von Wickede (1597–1667) | 769           | 1659–1667      | Mitglied der Zirkelgesellschaft.                                        |           |
| Johann Marquard (1610–1668)        | 763           | 1663–1668      | nach BuK im St. Annen Museum                                            |           |
| Gotthard von Höveln (1603–1671)    | 765           | 1654–1669      | Trat aus Protest gegen den Kassarezess aus dem Rat aus                  |           |
| Anton Köhler (1585–1657)           | 767           | 1642–1657      | ähnliches 3/4 Porträt in der Köhlerschen Ahnengalerie                   |           |
| Matthäus Rodde (1598–1677)         | 775           | 1667–1677      | Spanienfahrer                                                           |           |
| Johann Ritter (1622–1700)          | 785           | 1669–1700      |                                                                         |           |
| Konrad Schinkel († 1682)           | 786           | 1680–1682      | 1974 im St. Annen Museum                                                |           |
| Gotthard Marquard (1611–1694)      | 805           | 1692–1694      | Bruder des Bürgermeisters Johann Marquard (Nr. 763)                     |           |

## Weitere Bürgermeisterporträts ohne Sammlungszusammenhang
| Name und Lebensdaten                 | Ratslinie Nr. | Regierungszeit            | Besonderheiten und Anmerkungen | Abbildung        |
| ------------------------------------ | ------------- | ------------------------- | --- | ---------------- |
| Peter Hinrich Tesdorpf (1648–1723)   | 831           | 1715                      | Kopie eines Porträts nach Balthasar Denner durch Otto Beständig |                  |
| Joachim Matthias Lütkens             | 903           | 1777                      | |                  |
| Gabriel Christian Lembke (1738–1799) | 925           | 1794                      | Ovales Brustbild (Kopie ?) |                  |
| Johann Georg Böhme (1730–1804)       | 928           | 1799                      | Schonenfahrer. Vollbild mit rotem Vorhang, rechts Balustrade mit Meer und Segelschiff, 1974 im Roten Saal. |                  |
| Johann Matthaeus Tesdorpf            | 940           | 1813–1824                 | Ratsmitglied seit 1794/1813. Kopie eines Porträts nach Rudolf Suhrlandt durch Otto Beständig |                  |
| Theodor Curtius                      | 994           | 1869/70, 1873/74, 1877/78 | Inhaber der Gedenkmünze Bene Merenti (1885). Porträt von Georg Ludwig Meyn. |                  |
| Wilhelm Brehmer                      | 1005          | 1897/98, 1901/02          | Trat 1904 in den Ruhestand. Inhaber der Gedenkmünze Bene Merenti (1901). Porträt von A. Lang (1906) |                  |
| Heinrich Klug                        | 1012          | 1899/1900, 1903/04        | Eröffnete in Anwesenheit des Kaisers Wilhelm II. mit einer Fahrt der Senatsbarkasse Lubeca vom Kaisertor zum Burgtor den Elbe-Lübeck-Kanal. Inhaber der Gedenkmünze Bene Merenti (1904). Porträt von W. Molitor (1909). |                  |
| Emil Ferdinand Fehling               | 1023          | 1917–1920                 | Nunmehr wieder mehrjährige Amtsperioden; Bürgermeister Fehling war das einzige Staatsoberhaupt eines Landes des Deutschen Kaiserreiches, das die Novemberrevolution im Amt politisch überlebte. Inhaber der Gedenkmünze Bene Merenti (1917). Porträt von Leopold von Kalckreuth (1920) in einer 1913 angefertigten Amtstracht von 1813. |                  |
| Johann Martin Andreas Neumann        | 1029          | 1921–1926                 | Parteilos, aber mit deutschnationalen Sympathien. Nach einer Pressekampagne trat er kurz vor den Feierlichkeiten zum 700. Jubiläum der Reichsfreiheit Lübecks zurück. Porträt von Wilhelm Schodde. | nicht gemeinfrei |

Die später bis zum heutigen Tage entstandenen Bürgermeisterporträts sind noch nicht gemeinfrei. Der Brauch wurde jedoch nach dem Zweiten Weltkrieg spätestens durch den Bürgermeister Werner Kock wieder aufgenommen und von seinen Amtsnachfolgern fortgeführt.